# Francesco al III-lea d'Este
Francesco al III-lea d'Este (Francesco Maria), (n. 2 iulie 1698, Modena, Italia – d. 22 februarie 1780, Varese, Lombardia, Italia) a fost Duce de Modena și Reggio din 1737 până la moartea sa. 

## Biografie
S-a născut la Modena ca fiu al lui Rinaldo d'Este, Duce de Modena și a Ducesei Charlotte de Brunswick-Lüneburg.
În timpul domniei sale, ducatul a fost falimentat de războaiele de succesiune spaniolă, poloneză și austriacă. Ca rezultat, Francesco a fost forțat să-și vândă operele de artă cele mai prețioase ale Galeriei Estense. El a fost un administrator atent, dar cea mai mare a politicii financiare a ducatului a fost în mâinile austriacului plenipotențiar, Beltrame Cristiani.
Francesco a fost, de asemenea, guvernator interim al Ducatului Milano între 1754 și 1771. A murit în 1780 în casa sa de la Varese. Fiul său, Prințul Ercole, i-a succedat.

## Familie și copii
În 1721, s-a căsătorit cu Charlotte Aglaé d'Orléans (1700–1761), fiica lui Philippe d'Orléans, Duce de Orléans și a Françoise Marie de Bourbon (fiica nelegitimă a regelui Ludovic al XIV-lea și a Madame de Montespan). Împreună au avut zece copii. 
După decesul primei soții, s-a recăsătorit de două ori morganatic cu Teresa Castelberco și Renata Teresa d'Harrach. Nepoata lui Maria Beatrice d'Este, Ducesă de Massa a fost ultima Este de Modena.

### Copii
1. Alfonso d'Este (18 noiembrie 1723 – 16 iunie 1725) a murit în copilărie.
2. Francesco Constantino d'Este (22 noiembrie 1724 – 16 iunie 1725) a murit în copilărie.
3. Maria Teresa Felicitas d'Este (6 octombrie 1726 – 30 aprilie 1754) s-a căsătorit cu Louis Jean Marie de Bourbon; a avut copii.
4. Ercole al III-lea d'Este, Duce de Modena (22 noiembrie 1727 – 14 octombrie 1803) s-a căsătorit cu Maria Teresa Cybo-Malaspina, Ducesă de Massa; a avut copii.
5. Matilde d'Este (7 februarie 1729 – 14 noiembrie 1803) a murit celibatară.
6. Beatrice d'Este (14 iulie 1730 – 12 iulie 1731) a murit în copilărie.
7. Beatrice d'Este (24 noiembrie 1731 – 3 aprilie 1736) a murit în copilărie.
8. Maria Fortunata d'Este (24 noiembrie 1731 – 21 septembrie 1803) s-a căsătorit cu Louis François de Bourbon, Prinț de Conti; nu a avut copii.
9. Benedetto Filippo d'Este (30 septembrie 1736 – 16 septembrie 1751) a murit celibatar.
10. Maria Elisabetta Ernestina d'Este (12 februarie 1741 – 4 august 1774)  a murit celibatară.

1. 1 2  Czech National Authority Database, accesat în 17 mai 2023